# محمد کامارا (بازیکن فوتبال، زاده ۱۹۹۹)
محمد کامارا (انگلیسی: Mohamed Camara؛ زادهٔ ۹ ژوئیهٔ ۱۹۹۹) بازیکن فوتبال اهل گینه است.
وی همچنین در تیم ملی فوتبال گینه بازی کرده است.